# Клітенка
Кліте́нка — село в Україні, в Уланівській сільській громаді Хмільницького району Вінницької області. Населення становить 352 особи.

## Історія
Станом на 1885 рік у колишньому власницькому селі Бистрицької волості Бердичівського повіту Київської губернії мешкало 372 особи, налічувалось 47 дворових господарств, існували православна церква, школа, постоялий будинок і водяний млин.
За переписом 1897 року кількість мешканців зросла до 591 особи (285 чоловічої статі та 306 — жіночої), з яких 550 — православної віри.

## Населення

### Мова
Розподіл населення за рідною мовою за даними перепису 2001 року:
| Мова       | Кількість | Відсоток |
| ---------- | --------- | -------- |
| українська | 348       | 98.86%   |
| російська  | 4         | 1.14%    |
| Усього     | 352       | 100%     |

## Відомі уродженці
- Вадим Клавдійович Олійник (1922–1944) — Герой Радянського Союзу

## Галерея

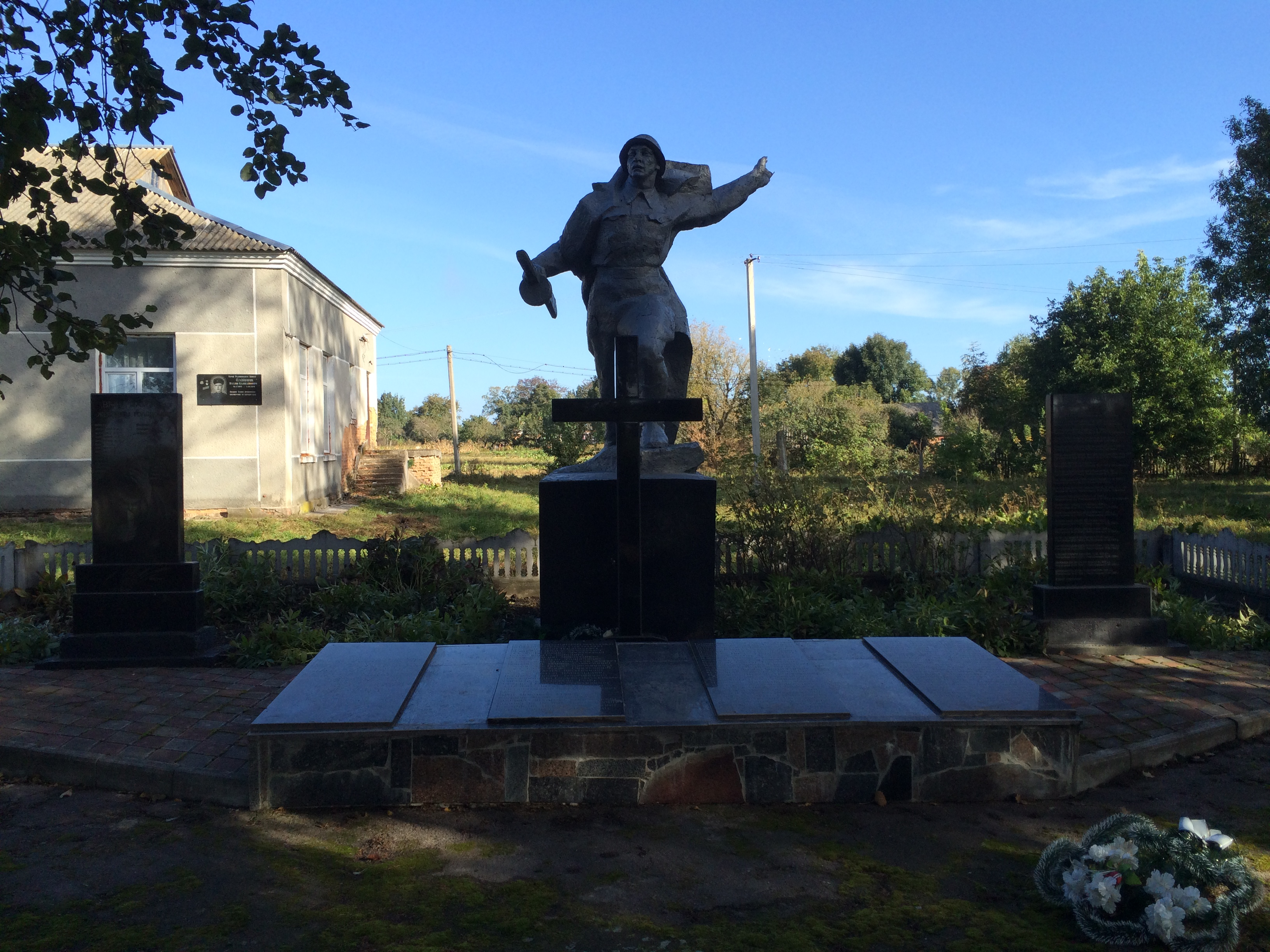
Пам'ятник воїнам-односельчанам